# Entra
Entra ASA (OSE: ENTRA
) er et norsk ejendomsselskan. Selskabet blev etableret som et statsejet selskab i år 2000. I 2014 påbegyndtes en privatiseringsproces og virksomheden blev børsnoteret. I 2021 var virksomheden helt privatiseret. Entra har i alt 120 ejendomme med 1,3 mio. kvadratmeter, som de forvalter.